# 李依璠
李依璠，导演、编剧，北京人。

## 生平
2002就读于法国巴黎第八大学导演专业，2005年毕业，硕士研究生；1997年就读于中央戏剧学院舞台美术系舞台美术设计专业，2002年毕业，本科学士学位。2005年回国开始电视剧、电影编导工作，现居北京。
代表作品：《兵变1929》、《无旗军》、《黄金密码》等。

## 主要作品

### 电视剧
- 30集电视连续剧《无旗军》 任导演、编剧；
- 35集电视连续剧《兵变1929》 任导演、编剧；
- 28集电视连续剧《黄金密码》  任导演、编剧；
- 34集电视连续剧《七九河开》 （导演 连弈名）  任编剧；
- 30集电视连续剧《七品李剃头》（张子恩导演） 任执行导演；
- 52集电视连续剧《大长垣》，后改名《厨王》 （张子恩导演）任编剧；

### 电影
- 电影《长城》美国派拉蒙公司制作    任编剧；

＊电影《上海迷宫》  任编剧；
＊电影《锐士》        任编剧；
＊电影《陈嘉庚》 一轮明月公司制作   任编剧；
- 电影《芬妮的微笑》 任美术；俄罗斯国际电影节最佳影片奖
- 美国历史频道纪录片《秦始皇》 任美术；

### 获奖记录
- 华鼎奖百名观众最喜爱电视剧提名《黄金密码》2012；
- 阿勒比戏剧节最佳团体表演奖 巴黎组织剧团cie pas de dieu 话剧《镜中人》（任导演、演员）2004。